# Astou Traoré
Astou Traoré (M'bour, 30 aprile 1981) è un'ex cestista senegalese.

## Carriera
Con il Senegal ha disputato i Giochi olimpici di Rio de Janeiro 2016, tre edizioni dei Campionati mondiali (2006, 2010, 2018) e sette dei Campionati africani (2005, 2007, 2011, 2013, 2015, 2017, 2019).